# Vrbice (district de Karlovy Vary)
Pour les articles homonymes, voir Vrbice.
Vrbice (en allemand : Großfürwitz) est une commune du district et de la région de Karlovy Vary, en République tchèque. Sa population s'élevait à 194 habitants en 2020.

## Géographie
Vrbice se trouve à 6 km au nord-nord-ouest de Chyše, à 28 km à l'est-sud-est de Karlovy Vary et à 87 km à l'ouest de Prague.
La commune est limitée par Valeč au nord, par Lubenec à l'est, par Čichalov au sud et par Verušičky à l'ouest.

## Histoire
La première mention écrite du village date de 1384.

## Administration
La commune se compose de trois quartiers :
- Bošov
- Skřipová
- Vrbice